# Macropanax grushvitzkii
Macropanax grushvitzkii är en araliaväxtart som beskrevs av Thi Dung Ha. Macropanax grushvitzkii ingår i släktet Macropanax och familjen Araliaceae. Inga underarter finns listade.